# Heinrich Berling
Heinrich Friedrich Georg Berling (* 13. November 1817 in Büchen; † 28. Juni 1896 ebenda) war Zollverwalter, Postmeister und Mitglied des Deutschen Reichstags.

## Leben
Berling erhielt Privatunterricht und war Zollverwalter und Postmeister in Büchen. Er war lange Zeit Mitglied des früheren Landtages. Nach der Märzrevolution 1848 wurde er in den Zensus-Wahlen April/Mai für den 6. Landdistrikt in die lauenburgischen Landesversammlung gewählt. Er war Mitglied des früheren Landschaftskollegiums und des Kreisausschusses wie Kreistages, sowie Mitglied der Kreissynode und des Kreissynodalausschusses im Kreis Herzogtum Lauenburg.
Von 1886 bis 1893 war er Mitglied des Deutschen Reichstags für den Wahlkreis Schleswig-Holstein 10 (Lauenburg) und die Deutsche Freisinnige Partei. Zwischen 1877 und 1893 war er auch Mitglied des Preußischen Abgeordnetenhauses.